# Samu Alanko
Samu Alanko (* 16. Mai 1998 in Vaasa) ist ein finnischer Fußballspieler.

## Verein
Alanko begann seine Karriere bei Vaasan PS. Im Februar 2015 debütierte er für dessen Profimannschaft, als er im Ligapokal gegen Seinäjoen JK in der Startelf stand. Neben seiner Tätigkeit bei Vaasan PS spielte er in der Saison 2015 auch leihweise für den FC Kiisto in der Kakkonen. Im Juli 2015 gab er sein Debüt für Vaasan PS in der Veikkausliiga, als er am 17. Spieltag der Saison 2015 gegen Inter Turku in der 24. Minute für Juho Mäkelä eingewechselt wurde. Im August 2016 wurde er an den Zweitligisten FF Jaro verliehen. Für Jaro erzielte er in neun Spielen in der Ykkönen sieben Tore.
Im Januar 2017 wechselte er nach Österreich zum Regionalligisten First Vienna FC. Nach einem halben Jahr bei der Vienna wechselte er zur Saison 2017/18 zu den Amateuren des Bundesligisten FK Austria Wien. Mit der Zweitmannschaft der Austria konnte er zu Saisonende in die 2. Liga aufsteigen.
Im Sommer 2018 kehrte er zu Vaasan PS zurück, wo er einen bis Dezember 2020 laufenden Vertrag erhielt. Anschließend wechselte er weiter zum Erstligisten AC Oulu.

## Nationalmannschaft
Von 2014 bis 2016 spielte Alanko für diverse finnischen Jugendnationalmannschaften und erzielte dort in elf Partien einen Treffer.